# Cumpăna, Constanța
Cumpăna (în trecut Hașiduluc sau Hașidiuluc, în turcă Haşiduluk) este satul de reședință al comunei cu același nume din județul Constanța, Dobrogea, România.